# 大島輝久
大島 輝久（おおしま てるひさ、? - 1998年8月20日）は日本の競馬評論家。
息子の幸久は元スポーツ報知記者。

## 来歴
日刊スポーツ記者時代には橋本邦治に記者としての職を与え、後に朝日新聞 に移籍し、第一線の記者として戦後の名馬を見続けた。
1970年代後半からは赤木駿介の後を継いでフジテレビ「競馬中継」解説者を務め、1976年にはまだ重賞にも出ていないトウショウボーイを「十年に一頭出るか出ないかの馬」と評し、自身で「日本の二大名馬」と言っていたトキノミノルとシンザンに優るとも劣らない馬だと評価。その後も大島は30年を超えるキャリアの中で「初めて惚れた馬」だと公言し、関東の競馬ファンには「トウショウボーイの大島輝久」として知られるようになる。
東京競馬記者クラブ会友で、晩年は週刊競馬ブックの「日本の調教師」、「一筆啓上」で健筆をふるったが、1998年8月20日午後9時40分、肺肉腫のため死去。77歳没。

## 出演番組
- 競馬中継（フジテレビ）